# Cuando vivas conmigo
Cuando vivas conmigo est une telenovela colombienne diffusée entre le 19 septembre 2016 et le 6 janvier 2017 sur Caracol Televisión.

## Synopsis
L'histoire racontera la vie de Gertrudis et Armida, deux jeunes sœurs aux personnalités complètement différentes qui apprennent à se soutenir mutuellement après être devenues orphelines et prises en charge par leur tante Luzmila, qui leur refuse tout type d'amour. Entre leur innocence et leur audace, les deux jeunes femmes prévoient de s'échapper, mais tout se passe mal, elles se retrouvent séparées et pensant que l'autre est morte. Il faudra deux décennies à ces deux sœurs pour se réunir.

## Distribution
- Caterin Escobar : Armida López
  - María José Vargas : Armida (jeune)
- Diego Trujillo : Ismael Herrera
- Sandra Reyes : Gertrudis López
  - Karen Novoa : Gertrudis (jeune)
- Christian Tappan : Felicito Yanequé
- Linda Lucía Callejas : Josefa Méndez
- Diego Garzón : Miguel Yanequé
- Norma Nivia : Magdalena Herrera
- Juan Manuel Lenis : Ignacio ‘Escobita’ Herrera
- José Daniel Cristancho : Tiburcio Yanequé
- Freddy Ordóñez : sergent Carlos Alberto Lituma
- Víctor Hugo Morant : capitaine Óscar Silva
- Fernando Lara : père Pepín Odonoban
- Kimberly Reyes : Mabel Barraza Muñoz
- Gary Forero : ‘Foncho’ Martínez
- Ana Victoria Beltrán : Martha Contreras
- Tatiana Rentería : Lucila
- Juan Carlos Messier : Claudio
- Luis Fernando Salas : Narciso Veranda
- Juan Pablo Obregón :  Albeiro Jaramillo
- Alex Adames : Gerardo
- Tatiana Arango : Johanna Rodríguez
- Laura Peñuela : Aurora
- Santiago Moure : Orlando Camargo
- Inés Oviedo : Briggith
- Juan David Galindo : Rigoberto
- Luz Stella Luengas Díaz : Dalila Romero
- Zulma Muñoz Ruiz : Constanza
- Alberto León Jaramillo : Francisco ‘Don Pacho’ Martínez
- Alejandro Gutiérrez : Colorado Bignolo
- Katherine Castrillón : Margarita Manrique
- Lady Noriega : la muse
- Juana del Río : ‘La Silenciosa’
- Diego Armando Landaeta : Luis Veranda
- Shirley Gómez : Andrea
- Isabel Cristina Villarreal
- Ana Sofía Jiménez
- María Irene Toro

## Diffusion
- Caracol Televisión (2016-2017)